# Kaïn
Pour les articles homonymes, voir Kain (homonymie).
Kaïn est un groupe de folk rock canadien, originaire de Drummondville, au Québec. Le groupe est formé de Steve Veilleux, Alex Kirouac, John Anthony Gagnon Robinette et Éric Maheu.

## Biographie

### Origines et débuts
Kaïn est formé en 1999 à Drummondville, au Québec. Le nom du groupe s'inspire de la Bible. Dans celle-ci, Caïn est le fils d'Adam et Ève, qui a tué son frère Abel par jalousie et par besoin d'attention de ses parents. Le nom Kaïn a donc été choisi, car les membres trouvent que le besoin d'attention des gens est toujours grandissant. C'est donc une représentation de notre société actuelle et non une référence aux actions de Caïn.
En 2001, le groupe accède à la demi-finale du concours des Francouvertes et participe au Festibel. Un an plus tard, ils remportent le prix de présence sur scène ainsi que le prix Bandeapart FM au Festival international de la chanson de Granby.

### Premiers albums

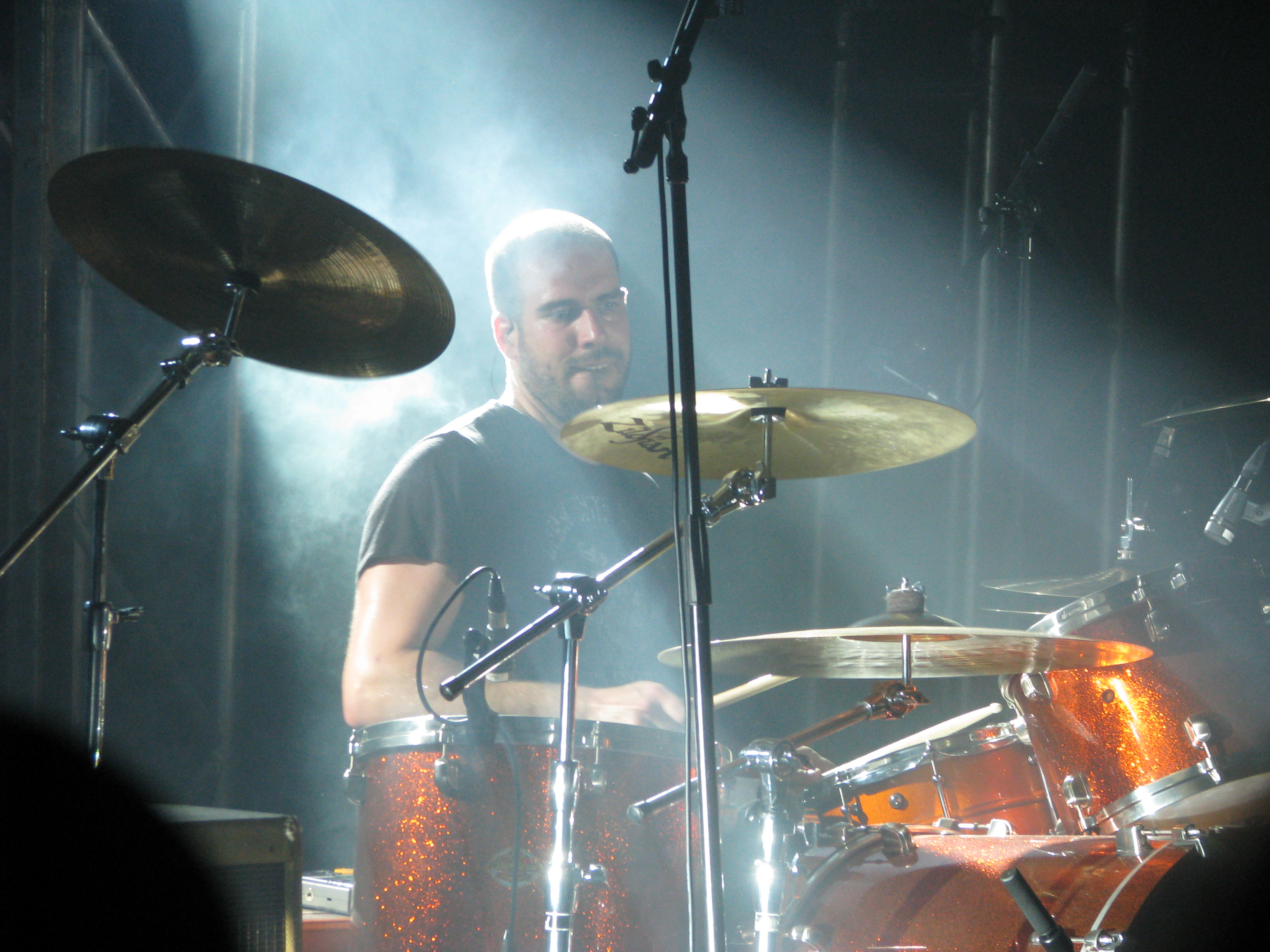
Kaïn en 2008.

Kaïn sort son tout premier album, intitulé Pop culture, le 3 février 2004. Le lancement officiel a lieu le 11 février à Montréal. La chanson Parle moi d'toi s'avère un grand succès et leur permet de se faire connaître davantage a l'échelle provinciale. Le groupe est invité à des émissions de radio et télévision et donne plusieurs entrevues.
Le groupe sort un deuxième album, intitulé Nulle part ailleurs, le 3 mai 2005,. Leur chanson qui en extraite, Embarque ma belle, ainsi que la chanson Mexico obtiennent un succès à la radio à l'été 2005. Nulle part ailleurs est certifié disque de platine par l'agence canadienne, ce qui signifie plus de 100 000 exemplaires vendus. Au gala de l'ADISQ 2006, Kaïn remporté le Prix Félix du groupe de l'année, et il est nommé dans cinq catégories.
En septembre 2007, le groupe lance son troisième album Les Saisons s'tassent. L'album atteint la troisième place des classements canadiens. Le premier extrait L'Amour du jour fracasse des records de longévité sur les palmarès. D'autres chansons se feront beaucoup entendre sur les ondes, dont La Maison est grande, On dormira demain et À moitié moins heureux. L'album obtient la certification disque d'or.
À la suite des conséquences de la pandémie de Covid-19, plusieurs concerts ont été annulés. Un concert a pu avoir lieu le 24 juin 2020, soit le soir de la Fête national du Québec.

### Derniers albums
Le 20 septembre 2011, le groupe sort un quatrième album qui s'intitule Le Vrai monde et dont le premier extrait Ailleurs ou ici a un succès rapide. Le 4 mars 2012, lors de La cuvée Star Académie, Kaïn y interprète leur plus grands succès ainsi que La Tête en l'air tiré de leur dernier album. Le 10 juin 2012 dans le cadre des Francofolies de Montréal, le groupe fête ses dix ans de carrière avec comme artistes invités : Bourbon Gauthier, Marc Déry et Sébastien Plante. 
En 2013, le groupe publie son nouvel album, Pleurer pour rire, à son nouveau label, Musicor. Quatre ans plus tard sort Welcome bonheur, en 2017. L'album atteint la 22e place des classements canadiens.

## Membres actuels

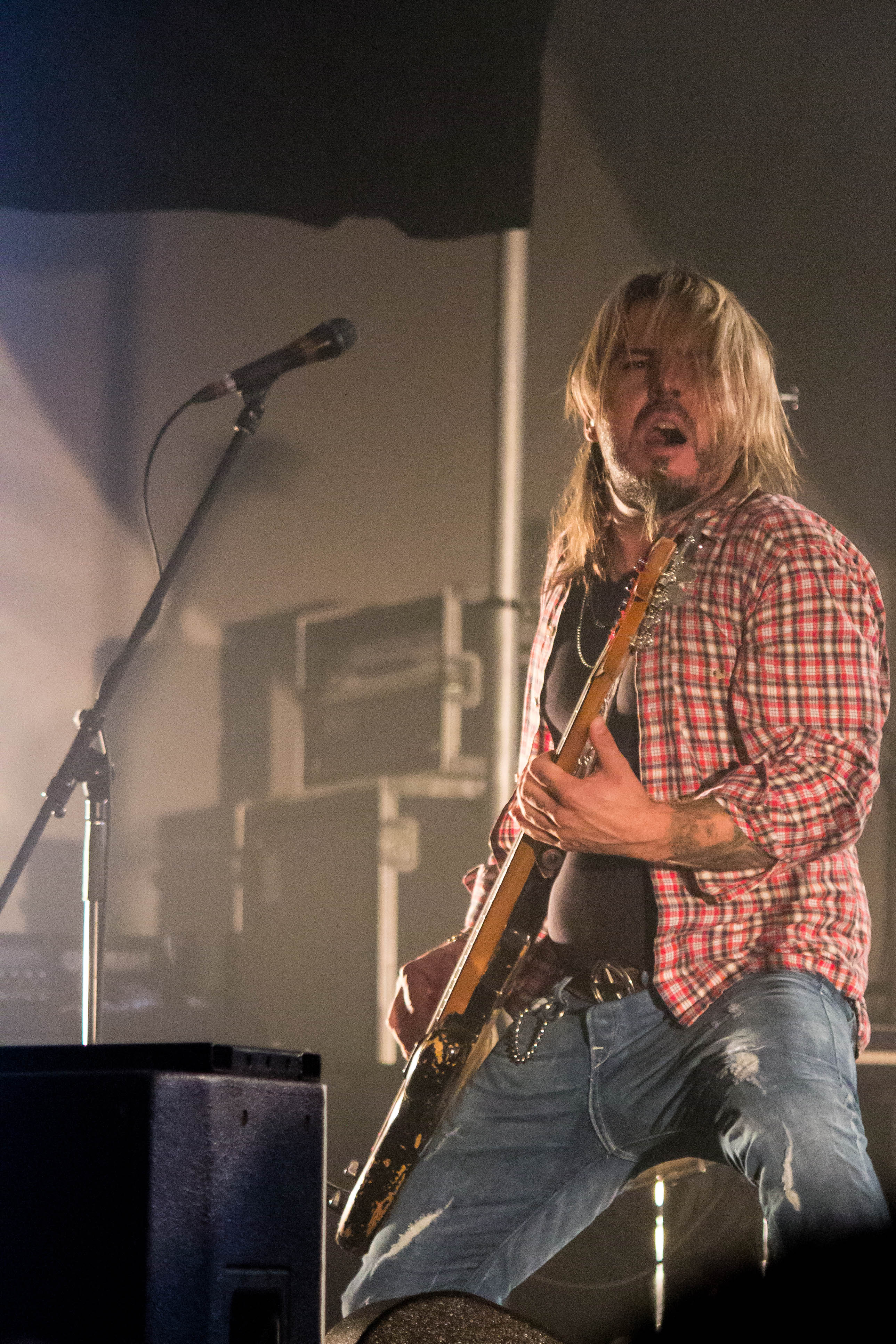
Éric Maheu, bassiste du groupe.

- Steve Veilleux (principal auteur) - guitare électrique, guitare acoustique, voix
- John-Anthony Gagnon-Robinette - guitare électrique, guitare acoustique, banjo, dobro, ukulélé, voix
- Éric Maheu - basse, voix
- Alex Kirouac - batterie, percussions, voix
- Gabriel Desjardins - piano, claviers, accordéon, voix

## Discographie

### Albums studio
- 2004 : Pop culture (Disques Passeport)
- 2005 : Nulle part ailleurs (Disques Passeport) CRIA : platine[11]
- 2007 : Les saisons s'tassent (Disques Passeport) CRIA : or[12]
- 2011 : Le Vrai Monde (Disques Passeport)
- 2013 : Pleurer pour rire (Musicor)
- 2017 : Welcome bonheur (Musicor)
- 2019 : Je viens d'ici (Disques Musicor) Album double, 20e anniversaire
- 2023 : EL GRANDE TORPEDO

### Album live
- 2011 : iTunes Live from Montreal - EP (Disques Passeport)

### Compilation
- 2013 : Les Succès (Disques Passeport)

### Singles
- 2003 - Parle-moi d'toi
- 2004 - Comme une étoile
- 2004 - Autour de l'ombre
- 2005 - Embarque ma belle
- 2005 - Adam et Ève
- 2006 - Comme dans l'temps
- 2006 - Mexico
- 2007 - Jusqu'au ciel
- 2007 - L'Amour du jour
- 2008 - On dormira demain
- 2008 - La Maison est grande
- 2008 - Loin
- 2008 - L'Homme-grenouille
- 2009 - À moitié moins heureux
- 2011 - Lune de novembre
- 2011 - Ailleurs ou Ici
- 2011 - Le bon vieux temps
- 2012 - La tête en l'air
- 2012 - Si on se t'nait
- 2012 - Une nouvelle première fois
- 2012 - Le monde à mes yeux
- 2013 - Ici-bas
- 2013 - J'sais pu comment t'aimer
- 2014 - Jusqu'au dernier jour
- 2014 - Deux planètes
- 2014 - La bonne franquette
- 2017 - Comme un bum
- 2017 - La nuit gronde
- 2018 - Welcome bonheur

### Participations
- 2007 - Les Chats, les chiens, les serpents et les crapauds (La Fabuleuse mélodie de Frédéric Petitpin)
- 2008 - Comme un cave (Groupe de pamplemousse)
- 2009 - Bon dodo mon ami (Génération passe-partout)
- 2009 - Lune de novembre (Marjo et ses hommes Volume 2)
- 2013 - Dans mon beau pays (Chapeau Willie!)
- 2023 - Feu de camp (Vince Pelland)

## Vidéographie

### DVD
- 2006 : On Dormira Demain (Disques Passeport) CRIA: platine

### Vidéoclip
- 2003 - Parle-moi d'toi
- 2004 - Autour de l'ombre
- 2005 - Adam et Eve
- 2006 - Mexico
- 2008 - Loin
- 2008 - L'Homme-grenouille
- 2012 - La tête en l'air
- 2012 - Une nouvelle première fois
- 2014 - Deux planètes
- 2014 - La Bonne franquette
- 2016 - Continuer d'y croire
- 2017 - Comme un bum

## Lauréats et nominations

### Prix Félix
Artistique
| Année | Catégorie                                            | Pour                  | Lauréat/nomination |
| ----- | ---------------------------------------------------- | --------------------- | ------------------ |
| 2004  | Album de l'année - rock                              | Pop Culture           | Nomination         |
| 2006  | Groupe de l'année,                                   | Kaïn                  | Lauréat            |
| 2006  | Album de l'année - meilleur vendeur                  | Nulle Part Ailleurs   | Nomination         |
| 2006  | Album de l'année - pop-rock                          | Nulle part ailleurs   | Nomination         |
| 2006  | Chanson populaire de l'année                         | Embarque ma belle     | Nomination         |
| 2006  | spectacle de l'année - auteur-compositeur-interprète | Nulle part ailleurs   | nomination         |
| 2007  | Groupe de l'année                                    | Kaïn                  | Nomination         |
| 2007  | Chanson populaire de l'année                         | Mexico                | Nomination         |
| 2008  | Groupe de l'année                                    | Kaïn                  | Nomination         |
| 2008  | Album de l'année - meilleur vendeur                  | Les Saisons s'tassent | Nomination         |
| 2008  | Album de l'année - rock                              | Les Saisons s'tassent | Nomination         |
| 2008  | Spectacle de l'année - auteur-compositeur-interprète | Les Saisons s'tassent | Nomination         |
| 2009  | Groupe de l'année                                    | Kaïn                  | Nomination         |
| 2012  | Groupe de l'année                                    | Kaïn                  | Nomination         |
| 2012  | Album de l'année - pop                               | Le Vrai monde         | Nomination         |
| 2012  | Chanson populaire de l'année                         | La Tête en l'Air      | Nomination         |
| 2013  | groupe de l'année                                    | Kaïn                  | nomination         |
| 2014  | Groupe de l'année                                    | Kaïn                  | Nomination         |
| 2014  | Album de l'année - pop                               | Pleurer pour Rire     | Nomination         |
| 2015  | Groupe ou duo de l'année                             | Kaïn                  | Nomination         |
| 2024  | Album de l'année - folk                              | El grande torpedo     | Nomination         |

Industriel
| Année | Catégorie                | Pour              | Lauréat/nomination |
| ----- | ------------------------ | ----------------- | ------------------ |
| 2004  | Site internet de l'année | www.kain.ca       | Nomination         |
| 2007  | DVD de l'année           | On Dormira Demain | Nomination         |

### Prix Juno
| Année | Catégorie         | Pour | Lauréat/nomination |
| ----- | ----------------- | ---- | ------------------ |
| 2008  | Groupe de l'année | Kaïn | Nomination         |

### Prix SOCAN
| Année | Catégorie                                                               | Pour                    | Lauréat/nomination |
| ----- | ----------------------------------------------------------------------- | ----------------------- | ------------------ |
| 2007  | Première position sur les ondes radiophoniques au cours de l'année 2005 | Embarque ma belle       | Lauréat            |
| 2007  | Première position sur les ondes radiophoniques au cours de l'année 2006 | Comme dans l'temps      | Lauréat            |
| 2007  | Première position sur les ondes radiophoniques au cours de l'année 2006 | Mexico                  | Lauréat            |
| 2013  | Chansons populaires de l'année                                          | La Tête en l'air        | Lauréat            |
| 2013  | Chansons populaires de l'année                                          | Si on se t'nait         | Lauréat            |
| 2014  | Première position sur les ondes radiophoniques au cours de l'année 2013 | J'sais pu comme t'aimer | Lauréat            |
| 2015  | Première position sur les ondes radiophoniques au cours de l'année 2014 | La Bonne franquette     | Lauréat            |
| 2019  | Chansons populaires de l'année                                          | La nuit gronde          | Lauréat            |

### Autres
- 2001 : Prix du public au festival international de la chanson de Granby
- 2007 : Billet Or par l'adisq pour 50 000 billets vendus pour la tournée Nulle Part Ailleurs